# 최재호 (배우)
최재호(1961년 6월 19일 ~ )는 대한민국의 배우이다. 1978년 연극배우 첫 데뷔하였고 1984년 MBC 공채 17기 탤런트로 정식 데뷔하였다.

## 연기 활동

### 텔레비전 드라마
- 1984년 MBC 《조선왕조 오백년 - 설중매》
- 1984년 MBC 《전원일기》
- 1990년 MBC 《조선왕조 오백년 - 대원군》
- 1991년 KBS2 《바람꽃은 시들지 않는다》
- 1991년 MBC 《여명의 눈동자》
- 1992년 SBS 《유심초》
- 1992년 MBC 《질투》
- 1993년 MBC 《제3공화국》
- 1993년 MBC 《파일럿》
- 1994년 EBS 《언제나 푸른 마음》
- 1995년 MBC 《거미》 - 모리 역
- 1995년 MBC 《제4공화국》
- 1995년 SBS 《모래시계》
- 1996년 MBC 《화려한 휴가》
- 1997년 SBS 《여자》
- 1997년 MBC 《시트콤 남자 셋 여자 셋》
- 1998년 SBS 《삼김시대》
- 1998년 MBC 《육남매》
- 1998년 MBC 《보고 또 보고》
- 2000년 MBC 《진실》
- 2000년 MBC 《온달 왕자들》
- 2000년 MBC 《나쁜 친구들》
- 2000년 MBC 《이브의 모든 것》
- 2000년 MBC 《시트콤 세 친구》
- 2001년 MBC 《홍국영》
- 2001년 MBC 《선희 진희》
- 2001년 MBC 《반달곰 내 사랑》
- 2001년 MBC 《가을에 만난 남자》
- 2001년 MBC 《그여자네집》
- 2002년 MBC 《상도》
- 2002년 MBC 《로망스》
- 2002년 MBC 《위기의 남자》
- 2002년 MBC 《인어아가씨》 ... 안형선 PD 역
- 2002년 MBC 《시트콤 연인들》
- 2003년 MBC 《사막의 샘》 ... 용남 역
- 2004년 SBS 《파리의 연인》 ... 차 팀장 역
- 2004년 MBC 《영웅시대》 ... 임동호 역
- 2005년 MBC 《제5공화국》 ... 국군보안사령부 이상재 준위 역
- 2005년 MBC 《내 이름은 김삼순》 ... 호텔주방장 역
- 2005년 MBC 《신돈》 ... 기원 역
- 2007년 MBC 《아현동 마님》 ... 조석기 역
- 2009년 MBC 《보석비빔밥》 ... 조방규 역
- 2010년 MBC 《동이》 ... 박도수 역
- 2011년 MBC 《계백》 ... 의직 역
- 2012년 MBC 《해를 품은 달》 ... 월의 서찰을 운에게 건네주는 군사 역
- 2012년 MBC 《무신》 ... 류송절 역
- 2015년 MBC 《빛나거나 미치거나》 ... 홍규의 역
- 2017년 MBC 《황금주머니》 ... 강필두 역
- 2019년 MBC 《모두 다 쿵따리》 ... 장국환 역

### 영화
- 2008년 《날라리 종부전》 ... 최면술사 역
- 2013년 《연애의 온도》 ... 남자 은행원 3 역
- 2018년 《골든슬럼버》 ... 시사 프로 패널 1 역